# Tegula montereyi
Tegula montereyi, common name the Monterey tegula, là một loài ốc biển, kích thước trung bình with gills and an operculum, là động vật thân mềm chân bụng sống ở biển thuộc họ Turbinidae.
This is an Eastern Pacific Ocean species.

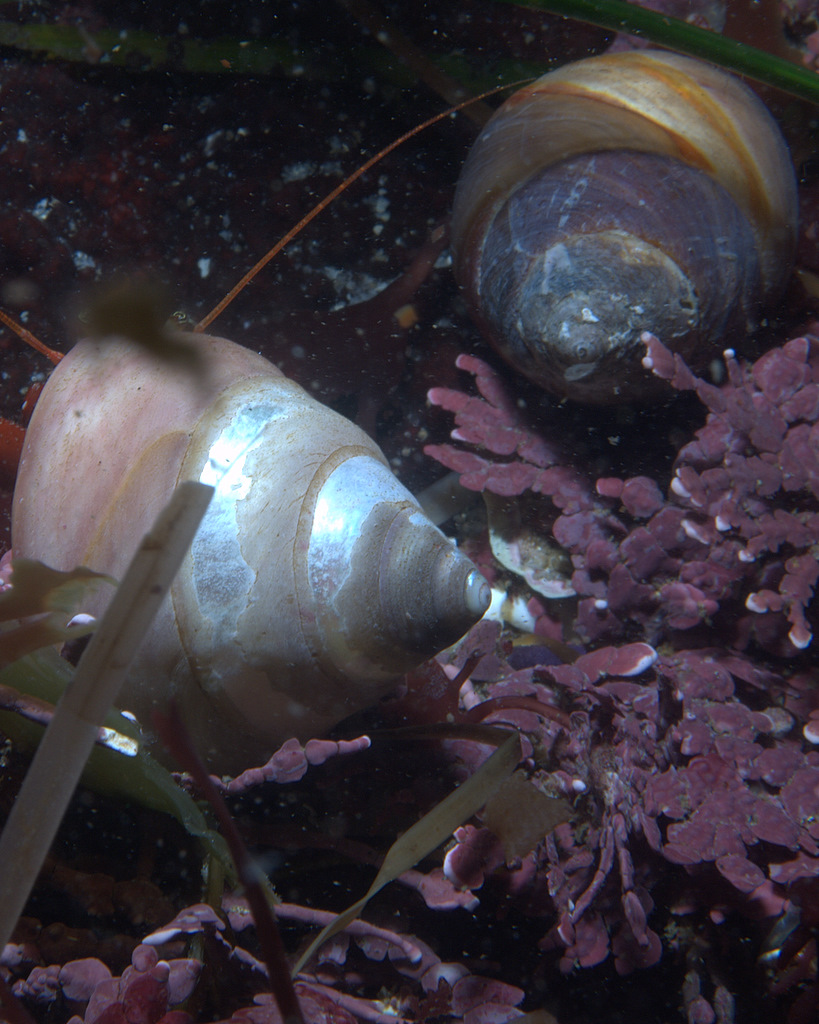
Tegula montereyi

## Hình ảnh

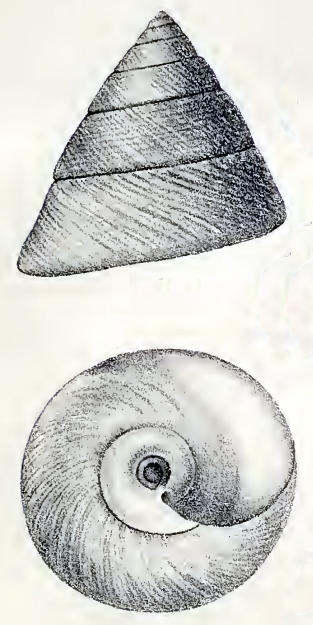
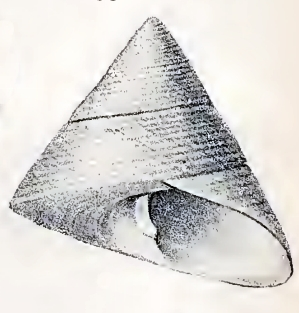